# Факултет за европске правно-политичке студије Универзитета Привредна академија
Факултет за европске правно-политичке студије (скраћено ФЕППС) је високошколска установа у склопу Универзитета Привредна академија која постоји од 2005. Налази се на адреси Ратарски пут 8а у Београду.

## Историја
Суштину функције Факултета чини образовање правника за потребе правосуђа, државне управе, привреде и других области, као и образовање политиколога за послове у области политичког система, државне управе, информисања и других области јавног живота. Она се остварује кроз наставни процес, унапређивањем научних дисциплина које се изучавају у оквиру студијских програма, кроз научно-истраживачки рад и различите облике сарадње са субјектима у пракси.
Настава је конципирана на савременим сазнањима правних и политиколошких наука, с нагласком на систему вредности правне државе и модерне политичке демократије. Кроз наставни процес настоји се да студенти усвоје сва релевантна знања као и да се методолошки оспособе за креативан, самосталан рад у струци и адекватно и компетентно обављање правничких и политиколошких послова у пракси. Посебан акценат се ставља на европску димензију образовања, будући да наш целокупан правни и политички систем се такође мора темељно мењати и прилагођавати стандардима и нормама правног и политичког система који се у Европској унији (ЕУ) већ деценијама изграђује. Тиме се и кроз образовање доприноси процесима демократизације друштва и подизању капацитета политичких и правних институција.
Факултет за европске правно-политичке студије за своје студенте, који из различитих разлога не могу да прате редовну наставу (студенти који су запослени, чије је место становања знатније удаљено и др) организује посебан модул студирања у виду сталне консултативне наставе суботом током оба семестра. На овој начин студенти остварују све погодности редовног студирања (анализа и разјашњење кључних наставних садржаја, колоквијуми, консултације о семинарски радовима, коришчење библиотеке, факултетске базе података и др) и стицања максималног броја предиспитних поена.